# Lijst van Stolpersteine in Losser
De Lijst van Stolpersteine in Losser geeft een overzicht van de Stolpersteine die in de gemeente Losser in de Nederlandse provincie Overijssel zijn geplaatst in het kader van het Stolpersteine-project van de Duitse beeldhouwer-kunstenaar Gunter Demnig.
Omdat het Stolpersteine-project doorloopt, kan deze lijst onvolledig zijn.

## Stolpersteine
In de gemeente Losser zijn tien Stolpersteine geplaatst op drie adressen.
| Stolperstein | Inscriptie                                                                                           | Adres               | Herdachte persoon                    |
| ------------ | --- | ------------------- | ------------------------------------ |
|              | HIER WOONDE HANCHEN ZILVERSMIT-KATZ GEB. 1876 GEDEPORTEERD 1943 VERMOORD 14-5-1943 SOBIBOR           | Brinkstraat 14      | Hanchen Zilversmit-Katz (1876–1943)  |
|              | HIER WOONDE HERMAN ZILVERSMIT GEB. 1915 GEDEPORTEERD 1943 VERMOORD 9-7-1943 SOBIBOR                  | Brinkstraat 14      | Herman Zilversmit (1915–1943)        |
|              | HIER WOONDE GRETE ZILVERSMIT-HIRSCH GEB. 1920 GEDEPORTEERD 1943 VERMOORD 11-6-1943 SOBIBOR           | Brinkstraat 14      | Grete Zilversmit-Hirsch (1920–1943)  |
|              | HIER WOONDE SIEGFRIED ZILVERSMIT GEB. 1914 GEDEPORTEERD VERMOORD 28-2-1943 AUSCHWITZ                 | Brinkstraat 14      | Siegfried Zilversmit (1914–1943)     |
|              | HIER WOONDE ELSBETH ZILVERSMIT GEB. 1940 GEDEPORTEERD 1943 VERMOORD 11-6-1943 SOBIBOR                | Brinkstraat 14      | Elsbeth Zilversmit (1940–1943)       |
|              | HIER WOONDE DAVID KOSTERS GEB. 1873 GEDEPORTEERD 1943 VERMOORD 14-5-1943 SOBIBOR                     | Gronausestraat 163  | David Kosters (1873–1943)            |
|              | HIER WOONDE EVA KOSTERS- KLEINHAUS GEB. 1870 GEARRESTEERD 1943 GEINTERNEERD VUGHT VERMOORD 30-4-1943 | Gronausestraat 163  | Eva Kosters-Kleinhaus (1870–1943)    |
|              | HIER WOONDE WOLFF HEIMAN KLEINHAUS GEB. 1878 GEDEPORTEERD 1943 VERMOORD 14-5-1943 SOBIBOR            | Scholtinkstraat 195 | Wolff Heiman Kleinhaus (1878–1943)   |
|              | HIER WOONDE ALBERT HERMANN KLEINHAUS GEB. 1920 GEDEPORTEERD 1943 VERMOORD 9-7-1943 SOBIBOR           | Scholtinkstraat 195 | Albert Hermann Kleinhaus (1920–1943) |
|              | HIER WOONDE JUDITH KLEINHAUS- POSENER GEB. 1877 GEDEPORTEERD 1943 VERMOORD 14-5-1943 SOBIBOR         | Scholtinkstraat 195 | Judith Kleinhaus-Posener (1877–1943) |

## Data van plaatsingen
- 11 juli 2013: Losser